# Средно училище „Константин Петканов“
Средно училище „Константин Петканов“ е средно училище в град Бургас, България.
Разположено е в източната част на квартал „Меден Рудник“ и е едно от петте училища в квартала заедно със Средно училище „Петко Росен“, Основно училище „Найден Геров“, Основно училище „Елин Пелин“ и Професионалната гимназия по компютърно програмиране и иновации.
Училището е открито през 1984 година носи името на социалистическия деятел Димитър Благоев, а след края на тоталитарния комунистически режим получава името на писателя, публицист и академик на БАН Константин Петканов.
Училището разполага с игрище с изкуствена трева, предвидено за футбол и минифутбол. Има също така два физкултурни салона, игрище за баскетбол на открито със специална настилка, волейболно игрище без настилка (асфалт) и още едно футболно игрище в недобро състояние (асфалт). Има голям двор.
Ученици от училището ежегодно участват в състезания, олимпиади и конкурси. Училището се гордее с медалисти от различни състезания, конкурси и олимпиади, по различни предмети и добри представяния на училищните общински игри. Има добри учители. 
В училището XII клас може да се завърши с една от двете специалности: спедиция и графичен дизайн, като училището има добри учители преподаващи графичен дизайн.
Училището е на 4 етажа. 
Официалната униформа на училището е светложълта риза, черен панталон, зелена вратовръзка, и елек, който от 2024 година е черен. Преди това е в няколко цвята - нюанси на зеленото и черното.
Ежедневната униформа има два варианта - жълта тениска с къси или дълги ръкави и черна тениска с дълги ръкави.